# Бельфегор — призрак Лувра
«Бельфегор — призрак Лувра» (фр. Belphégor — le fantôme du Louvre) — фильм ужасов по роману «Бельфегор» Артура Бернеда.

## Сюжет
В начале XX века экспедиция французских египтологов возвращалась на родину. Среди прочих древностей на борт корабля была погружена 3000-летняя мумия, найденная при раскопках. Согласно записям судового врача, экипаж стала косить странная эпидемия. Все по очереди кончали с собой самыми странными способами. Единственный выживший доставил мумию в Париж, где её отправили на склад в Лувре. Во время ремонта музея о мумии вспоминают и отправляют её на обследование. Там выясняется, что по странным стечениям обстоятельств на саркофаге нет ни имени покойного, ни какой-либо информации о его личности. Директор музея приглашает британского ученого и свою давнюю знакомую Гленду Спенсер для изучения этого беспрецедентного случая. Тем временем девушка Лиза, живущая со своей бабушкой прямо напротив Лувра, знакомится с электриком Мартеном, приехавшим чинить неполадки с электричеством, возникшие из-за того, что в подвале музея, связанным с домом Лизы, проводят некие работы. После смерти бабушки Лиза и Мартен как-то раз проникают в Лувр ночью. Их замечают охранники, но Мартен отвлекает их, оставляя Лизу в музее. Та в поисках выхода попадает в лабораторию с мумией, где в неё вселяется призрак из мумии. Его целью является желание «переплыть реку смерти» и попасть в Царство Мертвых. Но для этого нужны амулеты для ритуала и кольцо с инициалами покойного. Поэтому отныне, каждую ночь Лиза под влиянием Бельфегора, через подземный коридор, связывающий дом девушки и музей, отправляется в Лувр. Там он надевает страшное чёрное одеяние и маску, которая была на мумии, таким образом полностью скрывая себя от охранников Лувра. Вдобавок ко всему Бельфегор дарует Лизе сверхъестественные способности, такие как управление электроникой, магнитное поле и нечеловеческую силу. Но главное умение Бельфегора, являющееся защитой — это разгадывание страхов взглянувшего в глаза бестии человека и раздувание их до исполинских размеров. Жертва практически сходит с ума.
Когда такие случаи (либо самоубийства, либо тяжелые увечья охранников) учащаются, директор приглашает в Лувр старого инспектора Верлака, в прошлом имевшего дело с Бельфегором. Тогда Верлак ранил человека, в котором был демон, и Бельфегор, покидая одержимого, убил его и превратил в мумию. Мартен тем временем всячески пытается помочь Лизе. Но как только наступает вечер и двери Лувра закрываются для посетителей, Лизу просто тянет туда. Верлак сближается с Глендой, рассказывая ей о Бельфегоре. Когда же инспектор становится свидетелем сцены с Бельфегором, он убеждается, что это и есть тот самый демон. Поначалу под подозрение попадает Мартен, но он быстро выходит из числа подозреваемых. Директор же начинает сомневаться в компетентности Верлака, подозревая, что все это спектакль выжившего из ума инспектора. Гленда Спенсер тем временем изучает дневники археологов, нашедших мумию, и понимает, что главным амулетом является кольцо покойного. Случайно на фотографии увидев кольцо на пальце главы экспедиции, она понимает, что кольцо ушло в могилу вместе с ним. Нужна эксгумация, иначе Бельфегор может рассердиться и просто убить Лизу, а до того всех охранников. Верлак, Мартен и Гленда объединяются и получают разрешение на эксгумацию, после чего добывают кольцо. Теперь им нужно успокоить бестию, которая со дня на день может взбунтоваться. И только Мартену это под силу, так любой другой взглянувший в глаза Лизы сойдет с ума, а романтическая связь между Мартеном и Лизой исключает это. План почти осуществляется, Бельфегор успокаивается, но в самый ответственный момент Лизу захватывает спецназ, вызванный директором Лувра. Лиза оказывается в военном госпитале, откуда вскоре выбирается благодаря Бельфегору. Она вновь возвращается в музей в поисках кольца. На этот раз она встречается с директором и уже готова свести его с ума, но вовремя появляется Верлак. Директор наконец верит инспектору и соглашается помочь египтянину «попасть домой». Организовывается церемония отверзения уст, на которую является Бельфегор в теле Лизы. Проведя церемонию, Бельфегор покидает тело Лизы и Лувр, а за ним и все призраки, бывшие в Лувре. В финале Лиза и Мартен выходят на балкон Лувра, откуда скидывают чёрное одеяние, после чего Мартен целует Лизу, а та загадочно смотрит на зрителя.

## Примечание
Бельфегор — демон, который помогает людям делать открытия. Призрака в фильме так назвал инспектор Верлак.

## В ролях
- Софи Марсо — Лиза / Бельфегор
- Мишель Серро — Верлак
- Фредерик Дифенталь — Мартен
- Джули Кристи — Гленда Спенсер
- Жан-Франсуа Бальмер — Бертран Фоссье
- Паташу — Женевьева
- Лионель Абелянски — Симонне
- Франсуа Леванталь — Мангин